# Poľanovce
Poľanovce este o comună slovacă, aflată în districtul Levoča din regiunea Prešov. Localitatea se află la altitudinea de 553 m deasupra n.m., se întinde pe o suprafață de 12,22 km2 și în 2017 număra 168 de locuitori.

## Istoric
Localitatea Poľanovce este atestată documentar din 1270.

## Demografie
| An:                | 1994 | 2004    | 2014   | 2024   |
| ------------------ | ---- | ------- | ------ | ------ |
| Număr de persoane: | 307  | 175     | 172    | 160    |
| Diferență:         |      | −42,99% | −1,71% | −6,97% |

| An:                | 2023 | 2024 |
| ------------------ | ---- | ---- |
| Număr de persoane: | 160  | 160  |
| Diferență:         |      | +0%  |